# МАН Груп
МАН Груп (MAN Group) е германска холдингова компания начело на корпоративна група за производство на камиони, автобуси, двигатели и механични инженерни съоръжения. Компанията е един от водещите европейски производители в този бранш.
Началото на холдинга е още от 1758 г., когато е създадена ковачницата „Свети Антон“ в град Оберхаузен, Германия. Към края на 2014 г. за компанията работят 55 903 служители. Компанията има оборот от около 14 млрд. евро за 2014 г. Седалището на холдинга е в Мюнхен, Бавария.
Абревиатурата MAN означава Maschinenfabrik Augsburg Nürnberg.

## Направления
MAN Truck & Bus произвежда камиони и автобуси.
MAN Diesel & Turbo SE произвежда дизелови двигатели, компресори за индустрията и промишлени турбини.
MAN Latin America произвежда камиони и автобуси в Южна Америка.

## MAN Diesel SE
Предприятието се намира в град Аугсбург в Германия. То е производител на дизелови двигатели за различни машини. Компанията произвежда два четиритактови двигатели с мощност между 450 KW и 87 MW. Освен това предприятието произвежда и газови турбини с мощност до 50 MW, парни турбини с мощност до 150 MW и компресори с обем до 1,5 милиона m³ / ч и налягане до 1000 бара. Асортимента на компанията включва и турбокомпресори, витла, газови двигатели, химически реактори, морски задвижващи системи (оборудване за плавателни съдове) и оборудване за петролната и газовата промишленост.

## MAN Truck & Bus
Компанията е разположена в град Мюнхен. Това е една от най-големите компании от холдинга MAN. MAN Truck & Bus е един от водещите световни доставчици на търговски превозни средства и транспортни решения. Предприятието произвежда камиони с бруто тегло, вариращо от 7,5 до 44 тона, превозни средства със специално предназначение тежкотоварни превозни средства с брутни тегла до 250 тона, автобуси (цели автобуси и шасита) градски и междуградски, както и дизелови и газови двигатели. Също така компанията предлага и широка гама услуги.
MAN Truck & Bus има четири предприятия на територията на Германия в градовете Мюнхен, Нюрнберг, Залцгитер и Плауен. Освен тези обекти компанията има предприятия и в град Щайр в Австрия и в градовете Познан, Стараховице и Краков в Полша. Други производствени обекти са разположени в Анкара (Турция), в Санкт Петербург (Русия), в Южна Африка и в Индия.